# Chaetophthalmus innotatus
Chaetophthalmus innotatus är en tvåvingeart som beskrevs av Cantrell 1985. Chaetophthalmus innotatus ingår i släktet Chaetophthalmus och familjen parasitflugor. Inga underarter finns listade i Catalogue of Life.